# Believe (Natalie Grant)
Believe è il quinto album in studio della cantante statunitense Natalie Grant, pubblicato nel 2005.

## Tracce
1. O Come, All Ye Faithful – 3:36 (Traditional)
2. Let It Snow! Let It Snow! Let It Snow! – 2:26 (Sammy Cahn, Jule Styne)
3. Santa Claus Is Coming to Town – 2:34 (J. Fred Coots, Haven Gillespie)
4. I Believe – 5:14 (Natalie Grant)
5. O Little Town of Bethlehem – 4:38 (Traditional)
6. Joy to the World – 4:30 (Traditional)
7. That's What Christmas Means to Me – 3:40 (Anna Gordy Gaye, George Gordy, Allen Story)
8. Silver Bells / Savior Came for Me / O Holy Night (Medley) – 8:46 (Jay Livingston, Ray Evans, Adolphe Adam)
9. One Child / O Come, All Ye Faithful (Reprise) – 6:08 (David Mullen)
10. Sweet Little Jesus Boy – 3:52 (Robert MacGimsey)